# Hilde Schramm

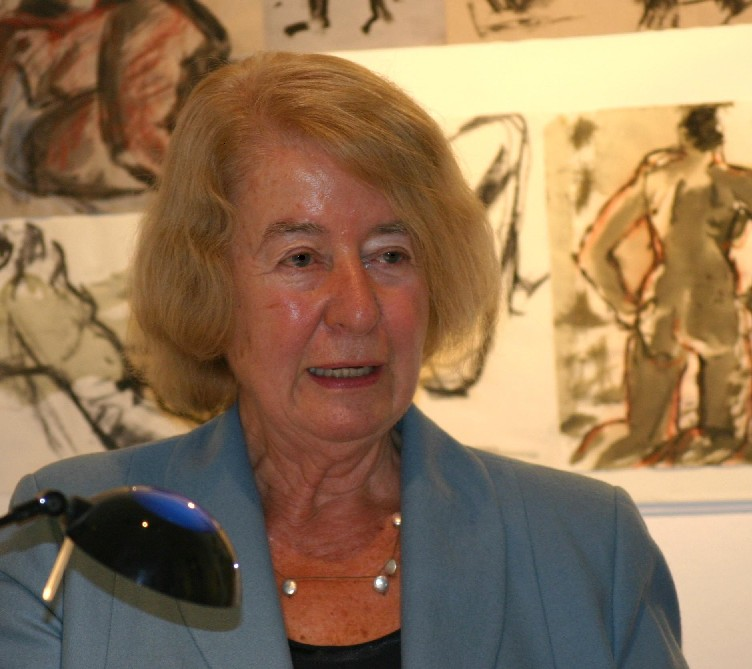
Hilde Schramm, 2012

Hilde Schramm, geboren Hilde Speer (17 april 1936), is een Duitse politica voor Bündnis 90/Die Grünen.  Zij was vooral actief in de locale politiek in Berlijn. Zij zet zich in voor slachtoffers van antisemitisme en de wreedheden van de nazi's en werd daarvoor onderscheiden. 
Internationaal is zij vooral bekend als de dochter van de Duitse architect en hooggeplaatst autoriteit van de Nationaalsocialistische Duitse Arbeiderspartij, Albert Speer (1905–1981), en als de jongere zus van Albert Speer jr. (1934–2017).

## Levensloop
Als tiener werd Schramm een studiebeurs voor de Verenigde Staten verleend. Aanvankelijk weigerde de Amerikaanse regering haar een visum te verstrekken, maar herzag deze beslissing gelet op de publiciteit, met inbegrip van de aanbiedingen van gastvrijheid van verscheidene gezinnen, waaronder sommige van Joodse zijde.
Schramm studeerde Duitse filologie, Latijn en sociologie, haalde verschillende graden en verdiende haar doctoraat aan de Vrije Universiteit van Berlijn, waar ze van 1972 tot 1982 in de lerarenopleiding werkte. Aan de Technische Universiteit Berlijn specialiseerde zij zich in pedagogiek.
Schramm voerde een langdurige correspondentie met haar vader, terwijl hij in de Spandaugevangenis verbleef, waaruit hij in oktober 1966 werd vrijgelaten. Zij werd indringend geïnterviewd voor het docudrama Speer und Er (2005), waaruit naar voren komt dat Speer senior veinsde niet te weten dat in concentratiekampen stelselmatige moord op Joden plaatsvond.

## Politiek
Schramm werd een prominent Europees politiek figuur, die zich onderscheidde door slachtoffers van antisemitisme en de wreedheden van de nazi's hulp te verlenen.
Zij was actief in de lokale politiek en was een leidende figuur bij Die Grünen in Berlijn. Ze was van 1985 tot 1987 en van 1989 tot 1991 lid van de gemeenteraad van Berlijn. Tussen 1989 en 1990 was zij vicevoorzitter van deze raad.

## Onderscheidingen
- In 2004 werd Schramm onderscheiden met de Moses-Mendelssohn-prijs van de stad Berlijn, een onderscheiding voor "bevordering van de tolerantie tegenover andersdenkenden en tussen de volkeren, rassen en religies" van het Bundesland Berlijn, voor haar levenswerk.
- In 2019 werd zij onderscheiden met de German Jewish History Award, een jaarlijkse onderscheiding, ingesteld door wijlen de Joodse Amerikaan en filantroop Arthur S. Obermayer. De stichting eert Duitse burgers, die bijzondere bijdragen leveren om de Joodse geschiedenis en cultuur in hun gemeenten te behouden. In dit geval wordt het werk van Schramms stichting Zuruckgeben gewaardeerd. Die heeft sinds 1944 voor 0,5 miljoen euro aan ruim 130 culturele en wetenschappelijke projecten door en voor Joodse vrouwen in Duitsland gefinancierd.

## Privé
Schramm was getrouwd met Ulf Schramm (1933-1999). Samen hebben zij een dochter en een zoon.
- Bibliothèque nationale de France: cb133323888 (data)
- Gemeinsame Normdatei: 108957225
- International Standard Name Identifier: 0000 0000 8101 3460
- Library of Congress Control Number: n78046321
- Nationale Bibliotheek van Israël: 987007403984205171
- Nationale Bibliotheek van Polen: a0000003749262
- Nederlandse Thesaurus van Auteursnamen: 068405669
- Système universitaire de documentation: 035728655
- Virtual International Authority File: 22288276
- WorldCat: E39PBJx8CCxc9hPVB8TxVF9dQq